# Raza Jaffrey
Raza Jaffrey (né le 28 mai 1975 à Liverpool) est un acteur et chanteur anglais. Il est connu pour son rôle de Zafar Younis dans la série diffusée sur BBC1, Spooks (MI-5), ainsi que pour le rôle d'Aasar Khan dans la série américaine Homeland.

## Biographie
Jaffrey est né en 1975 à Liverpool de père indien et de mère anglaise. Il grandit à Londres et reçoit son éducation au collège Dulwich College (1986–1991), aux côtés de l'acteur Rupert Penry-Jones (Spooks). Il étudie ensuite l'anglais et le cinéma à l'université de Manchester.

### Vie privée
Il épouse Miranda Raison en septembre 2007. Ils se séparent en novembre 2009.
Il est en couple avec l'actrice Lara Pulver depuis avril 2012,.

## Filmographie

### Cinéma
- 2006 : Infinite Justice : Kamal Khan
- 2007 : Les Promesses de l'ombre (Eastern Promises) : Doctor Aziz
- 2008 : The Crew : Keith Thompson
- 2009 : Harry Brown : Father Bracken
- 2010 : Sex and the City 2 : Butler Gaurau
- 2010 : The Bounty Hunter : Kamal
- 2016 : The Rendezvous : Jake Al-Shadi
- 2020 : Le Rythme de la vengeance (The Rhythm Section) de Reed Morano : Keith Proctor
- 2021 : Sweet Girl de Brian Andrew Mendoza
- Prochainement : Cliffs of Freedom : Sunal Demir

### Courts-métrages
- 2016 : Ping : le beau papa

### Télévision

#### Séries télévisées
- 1998 : Picking up the Pieces : Frank
- 1999 : EastEnders : Mr. Dattani
- 2002 : A Week in the West End : Lui-même
- 2002 : BBC News at Ten O'Clock : Lui-même
- 2002 : Casualty : Hakkan Tahsin
- 2002 : Liquid News : Lui-même
- 2002 : Omnibus : Lui-même ('Akaash')
- 2004-2007 : MI-5 : Zafar Younis
- 2005 : Breakfast : Lui-même
- 2005 : Life Isn't All Ha Ha Hee Hee : Krishan
- 2005 : Division Enquêtes Criminelles : Kareem Dobar
- 2008 : The Daily Politics : Invité Présentateur
- 2008-2009 : Mistresses : Hari / Hari Dhillon
- 2009 : Richard & Judy's New Position : Lui-même
- 2011 : The Cape : Cain / Raimonde LeFleur
- 2012 : Big Morning Buzz Live : Lui-même
- 2012 : Smash : Dev Sundaram
- 2014 : Homeland : Aasar Khan
- 2014 : Meurtres au paradis : Vu du ciel : Adam Frost
- 2014 : New York, unité spéciale : L'Enfant inattendu (saison 15, épisode 24) : un avocat de la défense
- 2014 : Once Upon a Time in Wonderland : Taj
- 2014-2015 : Elementary : Andrew Paek
- 2015 : The Talk : Lui-même - Invité
- 2015-2016 : Code Black : Dr. Neal Hudson
- 2017 : Adventure Time avec Finn et Jake : Danny
- 2018 : Lost in Space : Victor Dhar
- 2022 : The Serpent Queen : François de Guise (mini-série)

#### Téléfilms
- 2004 : Dirty War : Rashid Dhar
- 2007 : Sex, the City and Me : Shafi Amid
- 2008 : Sharpe's Peril : Lance Naik Singh
- 2009 : The Greatest TV Shows of the Noughties : Lui-même / Zafar Younis
- 2010 : Accidental Farmer : Mike
- 2013 : Gothica : John Harker
- 2016 : The 42nd Annual People's Choice Awards : Lui-même